# Alice z Battenbergu
Alice z Battenbergu (anglicky: Victoria Alice Elizabeth Julia Marie), později provdaná Alice Řecká a Dánská (25. února 1885 Windsor – 5. prosince 1969 Londýn), německá šlechtična, matka Filipa Mountbattena, manžela britské královny Alžběty II.

## Životopis

### Dětství a mládí

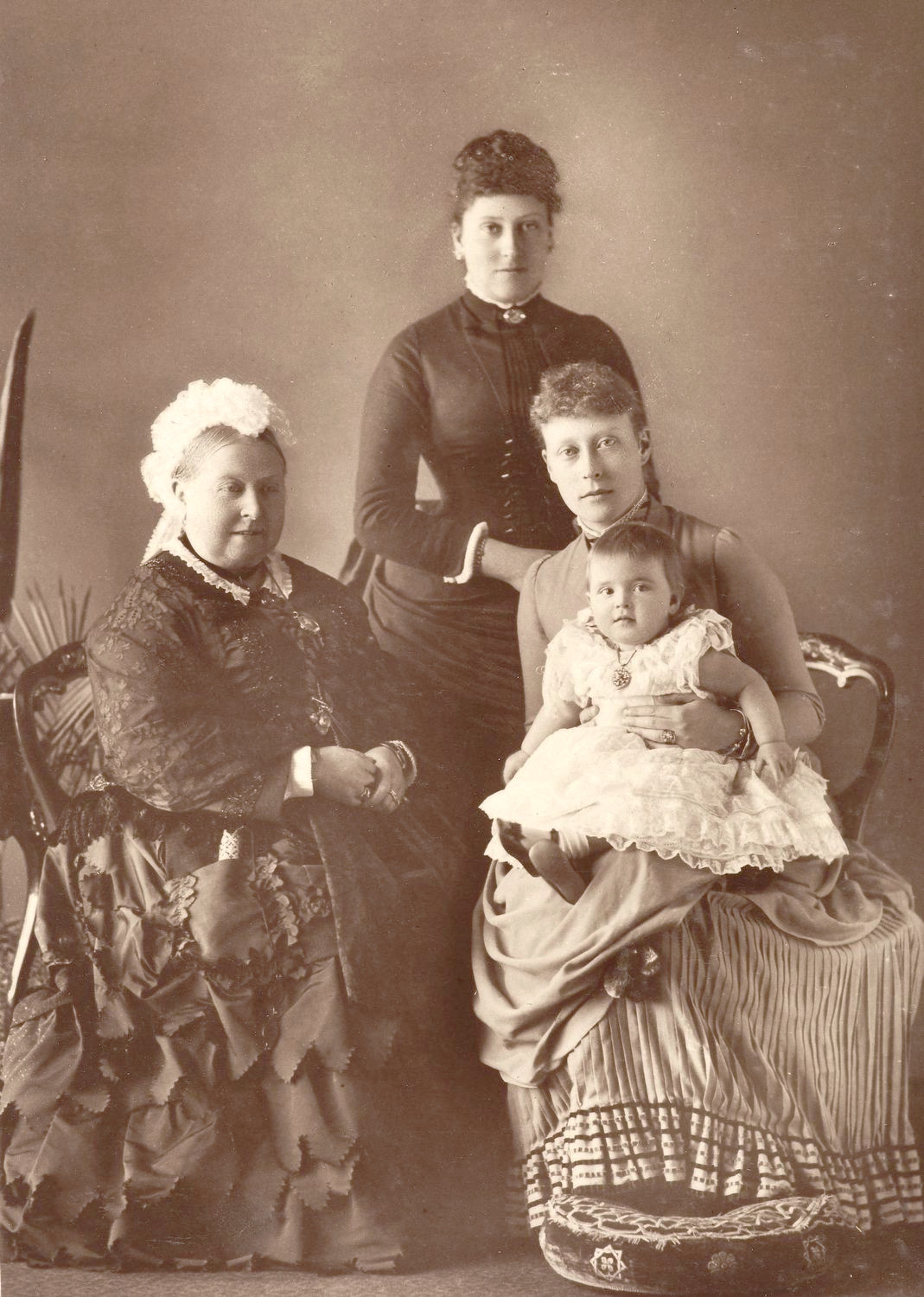
Alice se svou matkou, princeznou Viktorií, tetou, Princeznou Beatrix, a prababičkou, královnou Viktorií, 1886

Alice, první ze čtyř dětí prince Ludvíka Battenberga (nejstarší syn z morganatického manželství hesenského prince Alexandra a hraběnky Julie von Hauke) a hesenské princezny Viktorie (vnučky britské královny Viktorie), se narodila 25. února roku 1885 ve Windsoru za přítomnosti své prababičky královny Viktorie. Pokřtěna byla 25. dubna téhož roku v Darmstadtu. Při křtu měla šest kmotrů: tři její žijící prarodiče (velkovévoda hesenský, Alexandr Hesensko-Darmstadtský a Julie Hauke), dále dvě její tety (ruská velkokněžna Jelizaveta Fjodorovna a princezna Marie Erbach-Schonenberg) a její prababička, královna Viktorie.
Své dětství strávila v Darmstadtu, Londýně, Jugenheimu a na Maltě – v destinacích, kam byl její otec jako důstojník Královského námořnictva vyslán. Od dětství měla problémy se sluchem. Její matka záhy pozorovala pomalost, s jakou začínala Alice mluvit i to, že její výslovnost není zřetelná. Nakonec ji její babička vzala k specialistovi, který u Alice diagnostikoval vrozenou hluchotu.
Pod matčiným vedením se Alice nicméně naučila znakové řeči a mluvit anglicky a německy. Měla privátní vzdělání a jeho část probíhala ve francouzštině; později, před svou svatbou, se naučila řecky.

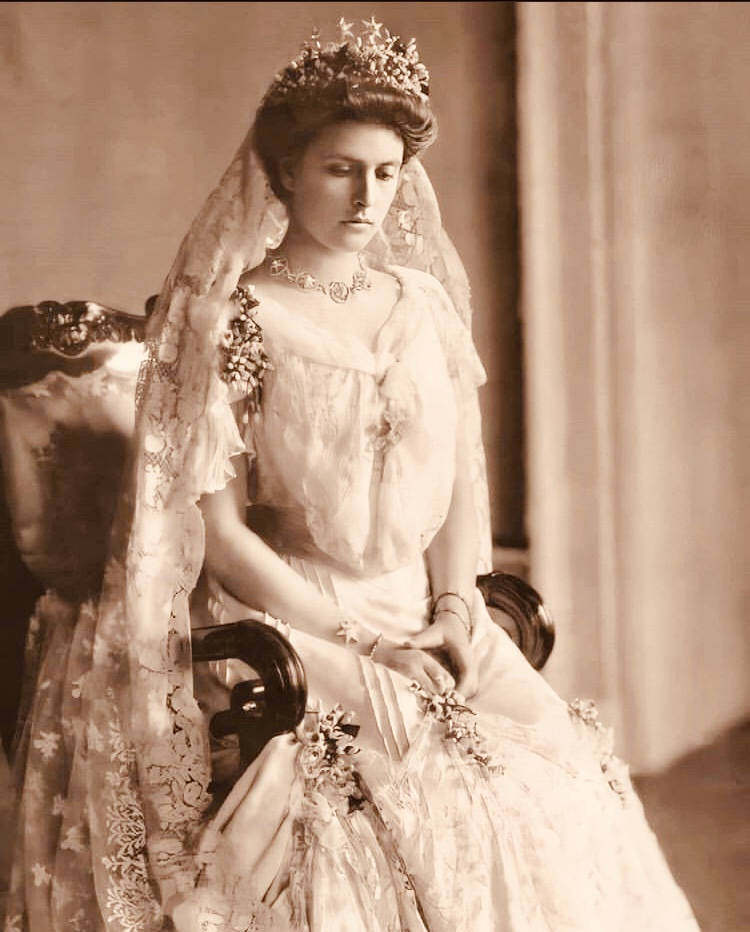
Alice z Battenbergu v den své svatby

### Manželství a potomci
Na korunovaci krále Eduarda VII. v roce 1902 Alice poznala a zamilovala se do řeckého prince Ondřeje, čtvrtého syna řeckého krále Jiřího I. a jeho manželky Olgy. Svatební ceremonie byly komplikované pro rozdílné vyznání snoubenců: 6. října 1903 se konal v Darmstadtu civilní obřad, následující den pak obřady církevní – jeden luteránský v evangelickém zámeckém kostele a druhý, pravoslavný, v Ruské kapli v Mathildenhohe. Od této chvíle byla Alice známa v anglofonní společnosti jako «Princess Andrew» (princezna Ondřej).
Ženich a nevěsta měli těsné vztahy s panovnickými domy Velké Británie, Pruska (Německa), Ruska, Dánska, Řecka, Švédska, Hesenska, Šlesvicka-Holštýnska a Norska (to však bylo vytvořeno až o dva roky později); jejich svatba byla jedním z velkých setkání potomků britské královny Viktorie a dánského krále Kristiána IX. před první světovou válkou.
Z jejich manželství vzešlo pět dětí – čtyři dcery poměrně rychle po sobě, nakonec pak s větším časovým odstupem syn.
- Margarita (1905–1981) ∞ vévoda Gottfried Hohenlohe-Langenburský
- Teodora (1906–1969) ∞ markrabě Berthold Bádenský
- Cecílie (1911–1937) ∞ velkovévoda Jiří Donatus Hesenský
- Sofie (1914–2001) ∞
  - vévoda Kryštof Hesenský
  - vévoda Jiří Vilém Hannoverský
- Filip (*1921–2021) ∞ britská královna Alžběta II.

Všichni Aliciini potomci měli děti, nikdo nezůstal bezdětný.

### Život a aktivity po svatbě
Když vypukly v roce 1912 Balkánské války, Ondřej byl povolán do armády a Alice působila jako zdravotní sestra, asistovala při operacích a pomáhala zakládat polní nemocnice; za tuto činnost jí král Jiří V. v roce 1913 udělil řád Královský červený kříž.
Za první světové války její švagr, řecký král Konstantin I., rozhodl zachovat neutralitu své země, předpokládaje, že demokraticky zvolená Venizelosova vláda podpoří státy Dohody. 1. prosince 1916 se ovšem Alice a její děti musely ukrýt ve sklepeních paláce před francouzským bombardováním Athén. V červnu 1917 se politika neutrality, kterou Konstantin zvolil, ukázala být neudržitelnou a Alice i další členové královské rodiny byli nuceni odejít do exilu, zatímco její švagr abdikoval. V průběhu dalších let většina rodiny žila ve Švédsku.
První světová válka znamenala konec politické moci vládnoucích dynastií v Evropě. Námořní kariéra Alicina otce, Ludvíka Battenberga, byla přerušena již začátkem války z důvodu silných protiněmeckých nálad v Británii. Na žádost krále Jiřího V. Ludvík 14. července 1917 změnil své jméno Battenberg na jeho anglický překlad Mountbatten, vzdal se i svého titulu prince hesenského; následující den byl jmenován markýzem Milford Haven, britským šlechtickým titulem.
Následujícího roku dvě Aliciny tety, carevna Alexandra Fjodorovna a velkokněžna Jelizaveta Fjodorovna, byly v porevolučním Rusku zavražděny bolševiky. Koncem války padlo ruské impérium, německé císařství i rakousko-uherská monarchie; sesazen byl i Alicin strýc, velkovévoda hesenský Ernest Ludvík.
S restaurací krále Konstantina na řecký trůn v roce 1920 se královská rodina nakrátko vrátila do Řecka a usadila se v rezidenci Mon Repos na ostrově Korfu. Po porážce řeckých jednotek v turecko-řecké válce se však chopil moci revoluční výbor pod velením plukovníků Nikolaa Plastirase a Styliana Gonatase a přinutil krále Konstantina znovu odejít do exilu. Princ Ondřej, sloužící za války jako velitel Druhého sboru armády, byl zatčen, stejně jako řada bývalých ministrů a generálů; mnozí z nich byli zavražděni, z čehož britská diplomacie vyvodila, že i Ondřej je v nebezpečí života. Nakonec bylo dosaženo odsouzení pouze k vypovězení ze země; spolu se ženou a dětmi opustil Řecko na palubě britského křižníku Calypso.
Rodina se usadila v malém domě poskytnutém princeznou Marií Bonapartovou (manželkou Ondřejova bratra Jiřího) v Saint-Cloud v blízkosti Paříže; zde Alice pomáhala v charitativním obchodě pro řecké uprchlíky. Hluboce se opřela o víru a 20. října 1928 přestoupila k řecké ortodoxní církvi. O něco později deklarovala, že obdržela božské zprávy a že má léčitelské schopnosti. V roce 1930 jí byla diagnostikována paranoidní schizofrenie; byla nucena odejít od rodiny do sanatoria ve Švýcarsku.
Během dlouhé (dvouleté) rekonvalescence trpěla odloučením od svého manžela. Všechny její dcery se v letech 1930 a 1931 provdaly za německé prince (neúčastnila se ani jedné svatby) a princ Filip zůstal v Anglii u svých příbuzných z otcovy strany. Alice byla propuštěna po dvou letech a začala s toulavým životem inkognito ve střední Evropě. Udržovala kontakty se svou matkou, se zbytkem rodiny však je přerušila až do konce roku 1936. S Ondřejem se setkali po šesti letech, v roce 1937 při pohřbu dcery Cecilie a jejího manžela i dětí, kteří zahynuli při letecké havárii v Ostende. Poté již zůstala v kontaktu s rodinou, vrátila se však v roce 1938 sama do Athén, aby zde pomáhala chudým. Měla v úmyslu znovu převzít své mateřské povinnosti a věnovat se dospívajícímu synovi; přijala ho srdečně na návštěvě v Řecku a pokoušela se vysvětlit svému bratrovi, proč si myslí, že by se měl Filip navrátit do Řecka rovněž, ignorujíc, že Ludvík ho představil královské rodině a plánuje mu budoucnost v britských službách.
V době druhé světové války byla Alice v obtížné situaci, neboť její zeťové bojovali na německé straně, zatímco její syn sloužil v Britském královském námořnictvu. Její bratranec, princ Viktor zu Erbach-Schönberg, byl německým vyslancem v Řecku do okupace Athén silami Osy v dubnu 1941. Alice žila v Athénách většinu války s velkokněžnou Jelenou Vladimirovnou Romanovovou (manželka Alicina švagra Nikolaje a matka princezny Mariny, vévodkyně z Kentu), zatímco většina členů řecké královské rodiny dlela v exilu v Jižní Africe.
Alice pracovala pro Mezinárodní červený kříž, jezdila do Švýcarska pro léky (pod záminkou návštěvy své sestry Luisy), organizovala útulky pro osiřelé a opuštěné děti.
Okupační síly předpokládaly, že Alice je příznivcem Německa, neboť jeden z jejích zeťů, Kryštof von Hesse, byl členem NSDAP a zbraní SS; další Beltold von Baden, byl v roce 1940 raněn ve Francii. Když však ji navštívil německý generál a ptal se, je-li něco, co může pro ni udělat, odvětila: „Sebrat své jednotky a odejít z mé země.“
Po pádu italského diktátora Benita Mussoliniho v září roku 1943 německé vojsko obsadilo Athény, kde část řeckých Židů hledala úkryt. Většina (cca 60 000 z celé populace 75 000) byla deportována do nacistických koncentračních táborů, kde až na 2000 osob všichni zahynuli. V této době ukrývala Alice židovskou vdovu Rachel Cohenovou a dva z jejích pěti synů, kteří se snažili vyhnout se gestapu a deportaci do vyhlazovacího tábora. Manžel Rachel, Haimaki Cohen, poskytl v roce 1913 pomoc řeckému králi Jiřímu I. Na oplátku mu král nabídl jakoukoli službu, již by mu mohl v případě potřeby prokázat. Syn Cohen si na to vzpomněl pod nacistickou hrozbou a obrátil se na princeznu Alici, která vedle své švagrové Jeleny byla jednou ze dvou členů řecké královské rodiny, které zůstaly v Řecku. Alice ctila dávný slib a rodinu Cohenových zachránila.
Když byly Athény v říjnu 1944 osvobozeny, byla situace stále neutěšená: vlastenecké partyzánské jednotky bojovaly s monarchistickýni a britskými o kontrolu nad městem. Alice dostala zprávu, že její manžel zemřel – právě když svitla naděje na setkání (neviděli se od roku 1939). Bez ohledu na nebezpečí i v bojích rozdávala po ulicích potraviny opuštěným dětem.

### Vdova
V dubnu roku 1947 se vrátila do Anglie, aby mohla v listopadu být přítomna svatbě svého jediného syna, Filipa Mountbattena, s princeznou Alžbětou, starší dcerou a následnicí krále Jiřího VI. Měla ještě nějaké šperky, které byly použity k výrobě snubního prstene pro princeznu. Při svatebním obřadu seděla v čele své rodiny na severní straně Westminsterského opatství, naproti králi, královně Alžbětě a královně-matce Marii. Rozhodla se nepozvat na svatbu sestry prince Filipa, kvůli poválečným protiněmeckým náladám v Británii.
V lednu roku 1949 založila podle vzoru konventu, který v Rusku v roce 1909 založila její teta, mučednice svatá Alžběta Ruská, ošetřovatelský řád řecké ortodoxní církve, Christian Sisterhood of Martha and Mary. Školila se na řeckém ostrově Tinos, zařídila pro řád dům severně od Athén a podnikla dvě cesty do USA (1950 a 1952) za účelem získat tam pro řád prostředky. Když její snacha nastoupila na trůn, Alice byla při její korunovaci (v červnu 1953) oblečena v šatech na způsob hábitu, konzervativním dlouhém oblečení ve dvou tónech šedé barvy a s kloboukem připomínajícím jeptišku. Řád však nakonec skončil nezdarem pro nedostatek vhodných uchazečů.
Stále více hluchá a se zdravím podlomeným silným kouřením opustila Řecko po vojenském převratu (21. dubna 1967). Královna Alžběta II. a vévoda z Edinburghu ji pozvali, aby sídlila trvale ve Velké Británii, v Buckinghamském paláci. Král Konstantin II. a královna Anne-Marie byli v exilu od prosince, poté, co ztroskotal pokus o monarchistický protipřevrat.

## Smrt a místo posledního odpočinku
Zemřela 5. prosince roku 1969. Pochována byla nejprve v královské kryptě v kapli sv. Jiří na hradě Windsor, před smrtí však vyjádřila přání být pohřbena v konventu sv. Máří Magdaleny v Getsemanské zahradě na hoře Olivetské v Jeruzalémě – blízko své tety Jelizavety Fjodorovny (sv. Alžběty Ruské). Její přání bylo splněno 3. srpna 1988, kdy byly její ostatky převezeny na místo jejího posledního odpočinku, do krypty pod kostelem.

## Spravedlivá mezi národy
31. října 1994 dva Alicini potomci, vévoda z Edinburghu a princezna Sofie, byli v Jad vašem (Památník holocaustu) účastni ceremoniálu, při němž byla oceněna jako "Spravedlivá mezi národy" za pomoc rodině Cohenů ve válce.

## Vývod z předků
|                     |                                 |  |                     |                                     |  |  |  |  |  |  |  | Ludvík I. Hesenský |
|                     |                                 |  |                     |                                     |  |  |  |  |  |  |  |                    |
|                     | Ludvík II. Hesenský             |  |                     |                                     |  |  |  |  |  |  |  |                    |
|                     |                                 |  |                     |                                     |  |  |  |  |  |  |  |                    |
|                     |                                 |  |                     | Luisa Hesensko-Darmstadtská         |  |  |  |  |  |  |  |                    |
|                     |                                 |  |                     |                                     |  |  |  |  |  |  |  |                    |
|                     | Alexandr Hesensko-Darmstadtský  |  |                     |                                     |  |  |  |  |  |  |  |                    |
|                     |                                 |  |                     |                                     |  |  |  |  |  |  |  |                    |
|                     |                                 |  |                     | Karel Ludvík Bádenský               |  |  |  |  |  |  |  |                    |
|                     |                                 |  |                     |                                     |  |  |  |  |  |  |  |                    |
|                     | Vilemína Luisa Bádenská         |  |                     |                                     |  |  |  |  |  |  |  |                    |
|                     |                                 |  |                     |                                     |  |  |  |  |  |  |  |                    |
|                     |                                 |  |                     | Amálie Hesensko-Darmstadtská        |  |  |  |  |  |  |  |                    |
|                     |                                 |  |                     |                                     |  |  |  |  |  |  |  |                    |
|                     | Ludvík z Battenbergu            |  |                     |                                     |  |  |  |  |  |  |  |                    |
|                     |                                 |  |                     |                                     |  |  |  |  |  |  |  |                    |
|                     |                                 |  |                     | Friedrich Carl Emanuel Hauke        |  |  |  |  |  |  |  |                    |
|                     |                                 |  |                     |                                     |  |  |  |  |  |  |  |                    |
|                     | John Maurice Hauke              |  |                     |                                     |  |  |  |  |  |  |  |                    |
|                     |                                 |  |                     |                                     |  |  |  |  |  |  |  |                    |
|                     |                                 |  |                     | Maria Salomé Schweppenhäuser        |  |  |  |  |  |  |  |                    |
|                     |                                 |  |                     |                                     |  |  |  |  |  |  |  |                    |
|                     | Julie von Hauke                 |  |                     |                                     |  |  |  |  |  |  |  |                    |
|                     |                                 |  |                     |                                     |  |  |  |  |  |  |  |                    |
|                     |                                 |  |                     | Franz Leopold Lafontaine            |  |  |  |  |  |  |  |                    |
|                     |                                 |  |                     |                                     |  |  |  |  |  |  |  |                    |
|                     | Sofie Lafontaine                |  |                     |                                     |  |  |  |  |  |  |  |                    |
|                     |                                 |  |                     |                                     |  |  |  |  |  |  |  |                    |
|                     |                                 |  |                     | Maria Theresia Kornély              |  |  |  |  |  |  |  |                    |
|                     |                                 |  |                     |                                     |  |  |  |  |  |  |  |                    |
| Alice z Battenbergu |                                 |  |                     |                                     |  |  |  |  |  |  |  |                    |
|                     |                                 |  |                     |                                     |  |  |  |  |  |  |  |                    |
|                     |                                 |  | Ludvík II. Hesenský |                                     |  |  |  |  |  |  |  |                    |
|                     |                                 |  |                     |                                     |  |  |  |  |  |  |  |                    |
|                     | Karel Hesenský                  |  |                     |                                     |  |  |  |  |  |  |  |                    |
|                     |                                 |  |                     |                                     |  |  |  |  |  |  |  |                    |
|                     |                                 |  |                     | Vilemína Luisa Bádenská             |  |  |  |  |  |  |  |                    |
|                     |                                 |  |                     |                                     |  |  |  |  |  |  |  |                    |
|                     | Ludvík IV. Hesenský             |  |                     |                                     |  |  |  |  |  |  |  |                    |
|                     |                                 |  |                     |                                     |  |  |  |  |  |  |  |                    |
|                     |                                 |  |                     | Vilém Pruský                        |  |  |  |  |  |  |  |                    |
|                     |                                 |  |                     |                                     |  |  |  |  |  |  |  |                    |
|                     | Alžběta Pruská                  |  |                     |                                     |  |  |  |  |  |  |  |                    |
|                     |                                 |  |                     |                                     |  |  |  |  |  |  |  |                    |
|                     |                                 |  |                     | Marie Anna Hesensko-Homburská       |  |  |  |  |  |  |  |                    |
|                     |                                 |  |                     |                                     |  |  |  |  |  |  |  |                    |
|                     | Viktorie Hesensko-Darmstadtská  |  |                     |                                     |  |  |  |  |  |  |  |                    |
|                     |                                 |  |                     |                                     |  |  |  |  |  |  |  |                    |
|                     |                                 |  |                     | Arnošt I. Sasko-Kobursko-Gothajský  |  |  |  |  |  |  |  |                    |
|                     |                                 |  |                     |                                     |  |  |  |  |  |  |  |                    |
|                     | Albert Sasko-Kobursko-Gothajský |  |                     |                                     |  |  |  |  |  |  |  |                    |
|                     |                                 |  |                     |                                     |  |  |  |  |  |  |  |                    |
|                     |                                 |  |                     | Luisa Sasko-Gothajsko-Altenburská   |  |  |  |  |  |  |  |                    |
|                     |                                 |  |                     |                                     |  |  |  |  |  |  |  |                    |
|                     | Alice Sasko-Koburská            |  |                     |                                     |  |  |  |  |  |  |  |                    |
|                     |                                 |  |                     |                                     |  |  |  |  |  |  |  |                    |
|                     |                                 |  |                     | Eduard August Hannoverský           |  |  |  |  |  |  |  |                    |
|                     |                                 |  |                     |                                     |  |  |  |  |  |  |  |                    |
|                     | královna Viktorie               |  |                     |                                     |  |  |  |  |  |  |  |                    |
|                     |                                 |  |                     |                                     |  |  |  |  |  |  |  |                    |
|                     |                                 |  |                     | Viktorie Sasko-Kobursko-Saalfeldská |  |  |  |  |  |  |  |                    |
|                     |                                 |  |                     |                                     |  |  |  |  |  |  |  |                    |